# ماريو روبنسون
ماريو روبنسون (بالإنجليزية: Mario Robinson)‏ هو رسام أمريكي، ولد في 1970.